# Peñafiel (kommunhuvudort)
Peñafiel är en kommunhuvudort i Spanien.   Den ligger i provinsen Provincia de Valladolid och regionen Kastilien och Leon, i den centrala delen av landet, 140 km norr om huvudstaden Madrid. Peñafiel ligger 756 meter över havet och antalet invånare är 5 455.
Terrängen runt Peñafiel är platt västerut, men österut är den kuperad. Peñafiel ligger nere i en dal. Runt Peñafiel är det ganska glesbefolkat, med 25 invånare per kvadratkilometer. Peñafiel är det största samhället i trakten. Trakten runt Peñafiel består till största delen av jordbruksmark.